# 용화초등학교 (전북)
용화초등학교는 대한민국 전라북도 군산시 회현면 회미로 725 (원우리)에 있었던 초등학교이다.

## 연혁
- 1949년 10월 1일 용화국민학교 개교(설립인가 9월 1일)
- 1984년 3월 1일 병설유치원 개원
- 1996년 3월 1일 용화초등학교로 교명 변경
- 2003년 3월 1일 회현초등학교로 통폐합